# Lodewijk Meyer
Lodewijk Meyer (Amsterdam, 18 ottobre 1629 – Amsterdam, 25 novembre 1681) è stato un latinista, medico e lessicografo olandese, fu membro di spicco del  circolo culturale di Baruch Spinoza, suscitò molto scalpore tra i teologi e i religiosi del tempo con uno scritto pubblicato anonimo nel 1666 e dal titolo Philosophia Sacrae Scripturae interpres che venne condannata nel 1674 insieme al Trattato teologico-politico dello stesso Spinoza.

## Biografia
Originario di una famiglia benestante di religione luterana, seguì gli studi classici presso il celebre istituto del tempo Athenaeum Illustre, e successivamente frequentò l'Università di Leida dove studiò latino e medicina tra il 1654 ed il 1660. Durante i suoi studi universitari entrò in contatto con il pensiero di Cartesio, grazie anche agli insegnamenti di eminenti sostenitori della filosofia cartesiana, quali Arnold Geulincx, Adriaen Hereeboord e Johannes de Raey ed entrando in contatto con figure intellettuali di prestigio come Adrian Koerbagh, Franciscus van den Enden e lo scienziato tedesco Henry Oldenburg. Dopo il 1660 Lodewijk fece ritorno ad Amsterdam che non abbandonò più per il resto della sua vita, e dove conobbe il celebre medico e latinista Johannes Bouwmeester e soprattutto con il filosofo Baruch Spinoza, con il quale diede vita ad una fitta corrispondenza, della quale è sopravvissuta una sola lettera datata giugno 1665. In questa lettera Spinoza mostra di apprezzare Meyer come esperto latinista e come ottimo conoscitore delle più importanti questioni filosofiche.

## L'opera di divulgazione linguistica
La prima opera di Lodewijk fu l'edizione del 1654 di un dizionario di termini stranieri d'uso comune nella lingua olandese, dal titolo Nederlandstche Woordenschat, opera alla quale pose mano diverse volte espandendola ulteriormente ed arrivando alla quinta edizione nel 1669. Essa si suddivideva in tre sezioni, dove si affrontavano in ordine le parole frutto di commistione tra l'olandese ed altre lingue, quelle utilizzate in ambiti specifici e quelle ormai diventate obsolete e non più utilizzate nel linguaggio comune. Con quest'opera Lodewijk aveva lo scopo di rendere più accessibile il mondo delle discipline scientifiche alla gente comune traducendo in lingua olandese tutti quei termini astrusi ed eccessivamente tecnicistici derivanti dal latino e da altre lingue non autoctone ed utilizzate dagli studiosi in modo eccessivamente pedantesco ed esclusivo. Sebbene egli stesso fosse uno studioso di latino, Meyer protestò ampiamente nel suo dizionario contro l'utilizzo eccessivo di questa lingua nell'ambito della produzione intellettuale e della ricerca scientifica, e dimostrò forti rimostranze nel fatto che questa tendenza si riscontrasse anche in discipline, come quella giuridica, che riguardavano in maniera diretta la vita quotidiana dei cittadini comuni.

## Adesione al pensiero cartesiano
Fortemente convinto della missione della filosofia come strumento di mutamento della società e del mondo, Meyer aderì con entusiasmo alle possibilità offerte dal metodo cartesiano, ma non condivise con il grande filosofo la sua suddivisione delle due sostanze di materia e spirito.

## Opere
- Louis Meyer, La philosophie interprète de l'écriture sainte, presentazione e traduzione a cura di Jacqueline Lagrée e Pierre-François Moreau, Parigi, Intertextes, 1988.